# Adell (Wisconsin)
Adell es una villa ubicada en el condado de Sheboygan en el estado estadounidense de Wisconsin. En el Censo de 2010 tenía una población de 516 habitantes y una densidad poblacional de 348,3 personas por km².

## Geografía
Adell se encuentra ubicada en las coordenadas 43°37′13″N 87°56′45″O / 43.62028, -87.94583. Según la Oficina del Censo de los Estados Unidos, Adell tiene una superficie total de 1,48 km², de la cual 1,45 km² corresponden a tierra firme y (2,27%) 0,03 km² son agua.

## Demografía
Según el censo de 2010, había 516 personas residiendo en Adell. La densidad de población era de 348,3 hab./km². De sus 516 habitantes, el 95,35% eran blancos, el 0,19% afroamericanos, el 0,19% amerindios, el 1,94% asiáticos, el 0%isleños del Pacífico, el 0,39% de otras razas y el 1,94% pertenecían a dos o más razas. Del total de la población el 3,49% era hispano o latino de cualquier raza.